# Christchurch, Dorset
Christchurch este un oraș și un district nemetropolitan în comitatul Dorset, regiunea South West, Anglia. Districtul are o populație de 45.000 locuitori.

## Orașe din cadrul districtului
- Christchurch